# Ĝ
Ĝ, en minúscules ĝ, (G amb accent circumflex) és la novena lletra de l'alfabet en esperanto, que correspon a una africada postalveolar sonora ([dʒ͡] en l'Alfabet Fonètic Internacional).
Ĝ també s'utilitza en l'idioma aleutià, on representa una fricativa uvular sonora.